# Anthony Rolfe Johnson
Anthony Rolfe Johnson CBE (* 5. November 1940 in Tackley, Oxfordshire; † 21. Juli 2010 in London) war ein britischer Opernsänger (Tenor).

## Leben
Anthony Rolfe Johnson studierte an der Guildhall School of Music and Drama London bei Ellis Keeler und Vera Rosza. Nachdem er sein Studium beendet hatte, wurde er schon bald mit dem Eva Turner Bursary-Preis ausgezeichnet. Weiterhin erhielt er den John Christie-Preis. Der Sänger konzertierte mit den renommiertesten Orchestern Europas und gab Gastspiele an den führenden Opernhäusern. Er arbeitete mit Dirigenten wie Georg Solti, Mstislaw Rostropowitsch, Carlo Maria Giulini, Antal Doráti, Bernard Haitink, Colin Davis, Nikolaus Harnoncourt sowie John Eliot Gardiner zusammen.
Sein internationales Operndebüt gab Rolfe Johnson als Fenton in Giuseppe Verdis Falstaff beim Glyndebourne Festival in Südengland. Seine spezielle Stimme erlaubte ihm ein breites Repertoire, so war er in den Titelpartien in Claudio Monteverdis Opern gleichsam wie in Johann Sebastian Bachs geistlichem Werk zuhause, interpretierte die Opern von Georg Friedrich Händel, Wolfgang Amadeus Mozart und Joseph Haydn und war ein gefeierter Darsteller in den Werken von Benjamin Britten. Seine spezielle Hingabe galt aber auch dem deutschen und englischen Liedgut.
Anlässlich der Birthday Honours im Jahr 1992 wurde Rolfe Johnson zum Commander des Order of the British Empire (CBE) ernannt. Er war Gründungsmitglied von Graham Johnsons The Songmaker’s Almanac.